# Zeppelin L.71
Le Zeppelin L.71, aussi connu sous le nom de LZ.113, est un dirigeable militaire de la Première Guerre mondiale. Il est saisi par les britanniques après la guerre à titre de dommage de guerre.
L'une des deux nacelles est exposée dans le hall de la première guerre au musée du Bourget.